# Instagrammare
Instagrammare è un singolo del gruppo musicale italiano Legno, in collaborazione con i Rovere, pubblicato il 19 giugno 2020.

## Tracce
Testi e musiche di Legno.
1. Instagrammare (feat. rovere) – 3:26